# إدي فوستر
إدي فوستر (بالإنجليزية: Eddie Foster) هو لاعب كرة قاعدة أمريكي، ولد في 13 فبراير 1887 في شيكاغو في الولايات المتحدة، وتوفي في 15 يناير 1937 في واشنطن العاصمة في الولايات المتحدة.

## وصلات خارجية
- إدي فوستر على موقعبيزبول رفرنس.كوم (الدوري الرئيسي) (الإنجليزية)